# Cutler Park (Massachusetts)
Der Cutler Park ist ein etwa 700 Acres (3 km²) großer State Park im Norfolk County im Bundesstaat Massachusetts der Vereinigten Staaten. Der Park liegt zwischen der Massachusetts Route 128 und dem Charles River. Er ist Teil des Metropolitan Park System of Greater Boston und wird vom Department of Conservation and Recreation verwaltet.

## Beschreibung
Im Park gibt es viele Möglichkeiten, sich aktiv zu betätigen. Dazu zählen Wandern, Vogelbeobachtung, Mountainbike fahren und Skilanglauf. Das Schutzgebiet beinhaltet das größte noch bestehende Trinkwasser-Marschland am mittleren Charles River, in dem es einen schmalen Holzweg zu einer Insel gibt.
Entlang der Westseite des Cutler Pond ist noch die Stelle zu sehen, an der im 19. Jahrhundert die Erde entfernt wurde, um sie als Füllmaterial für die Back Bay zu verwenden. Für den Transport wurde eigens eine Gleisstrecke angelegt, deren Schienenstränge noch teilweise am Nordeingang des Parks an der Kendrick Street zu sehen sind.